# 圣卡洛斯学院
圣卡洛斯学院（西班牙語：Academia de San Carlos）位于墨西哥城宪法广场东北侧的学院街22号。它是美洲的第一个专业艺术学院和第一个艺术博物馆。它成立于1781年，是一所雕刻学校，大约10年后搬到学院街。它强调古典传统欧洲训练，直到20世纪初，转向较现代的观点。当时，它与墨西哥国立自治大学 合并，最终成立艺术与设计学院，设于索奇米尔科。目前，只有研究生课程在原来的学院大楼里开设。

## 历史

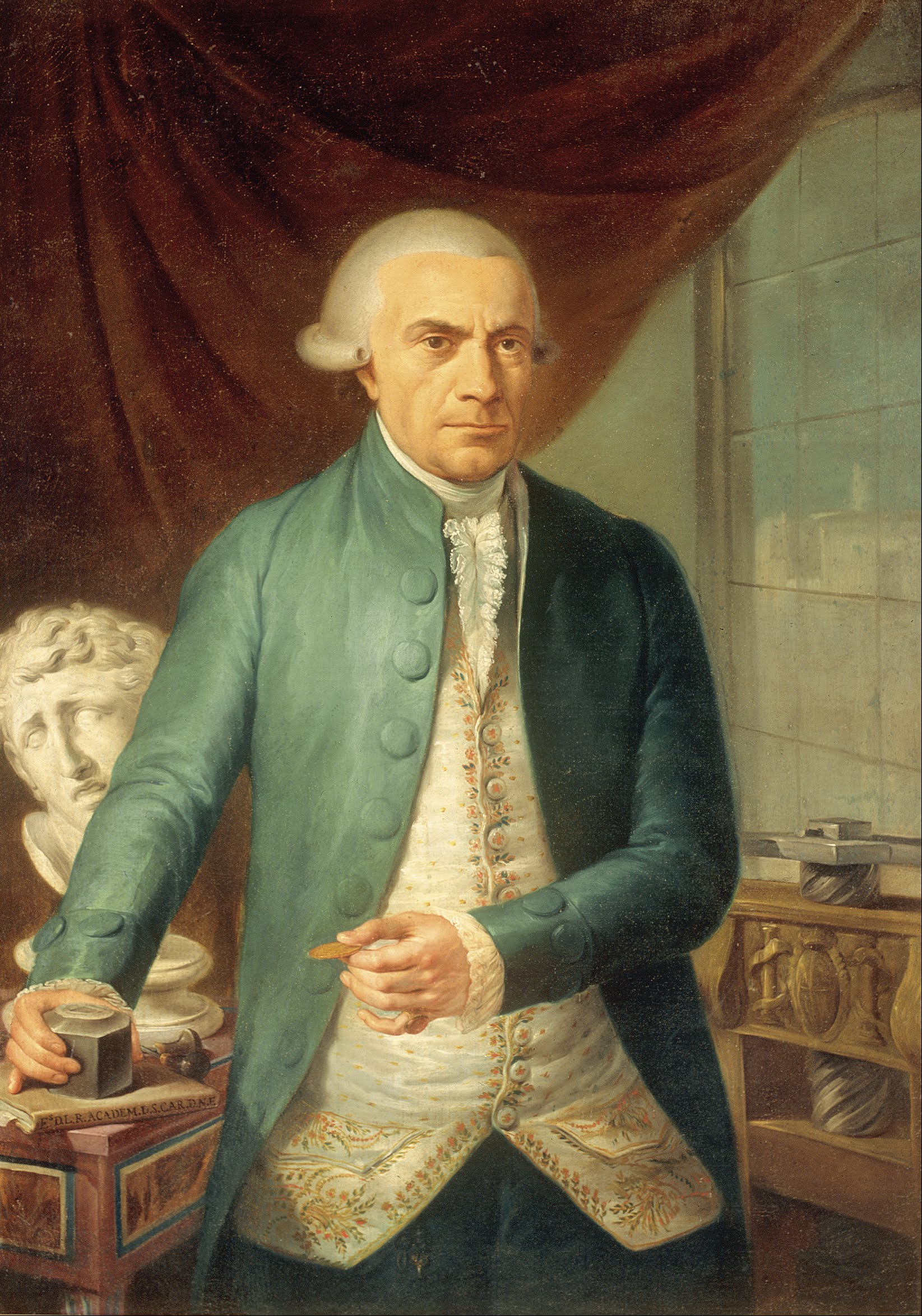

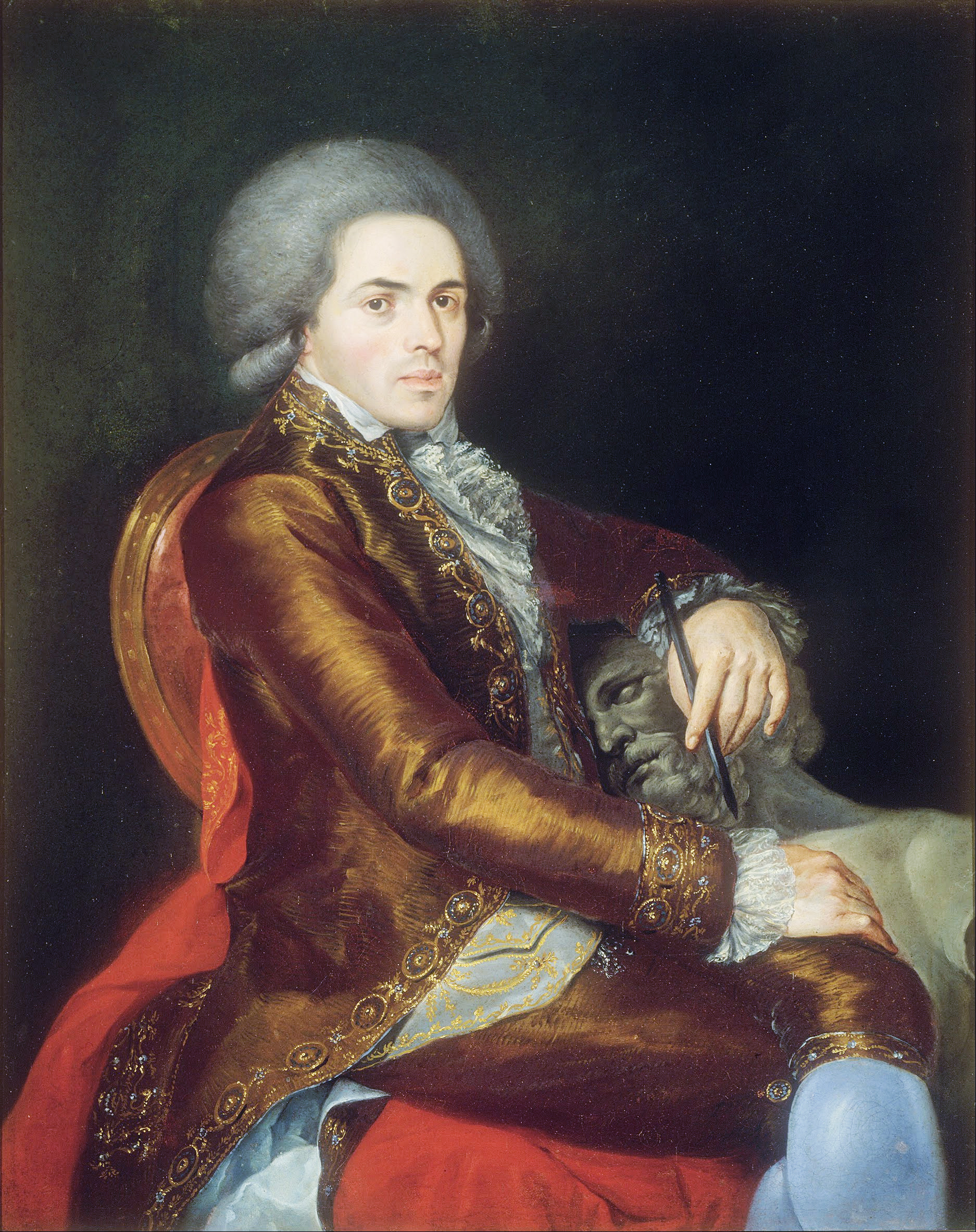

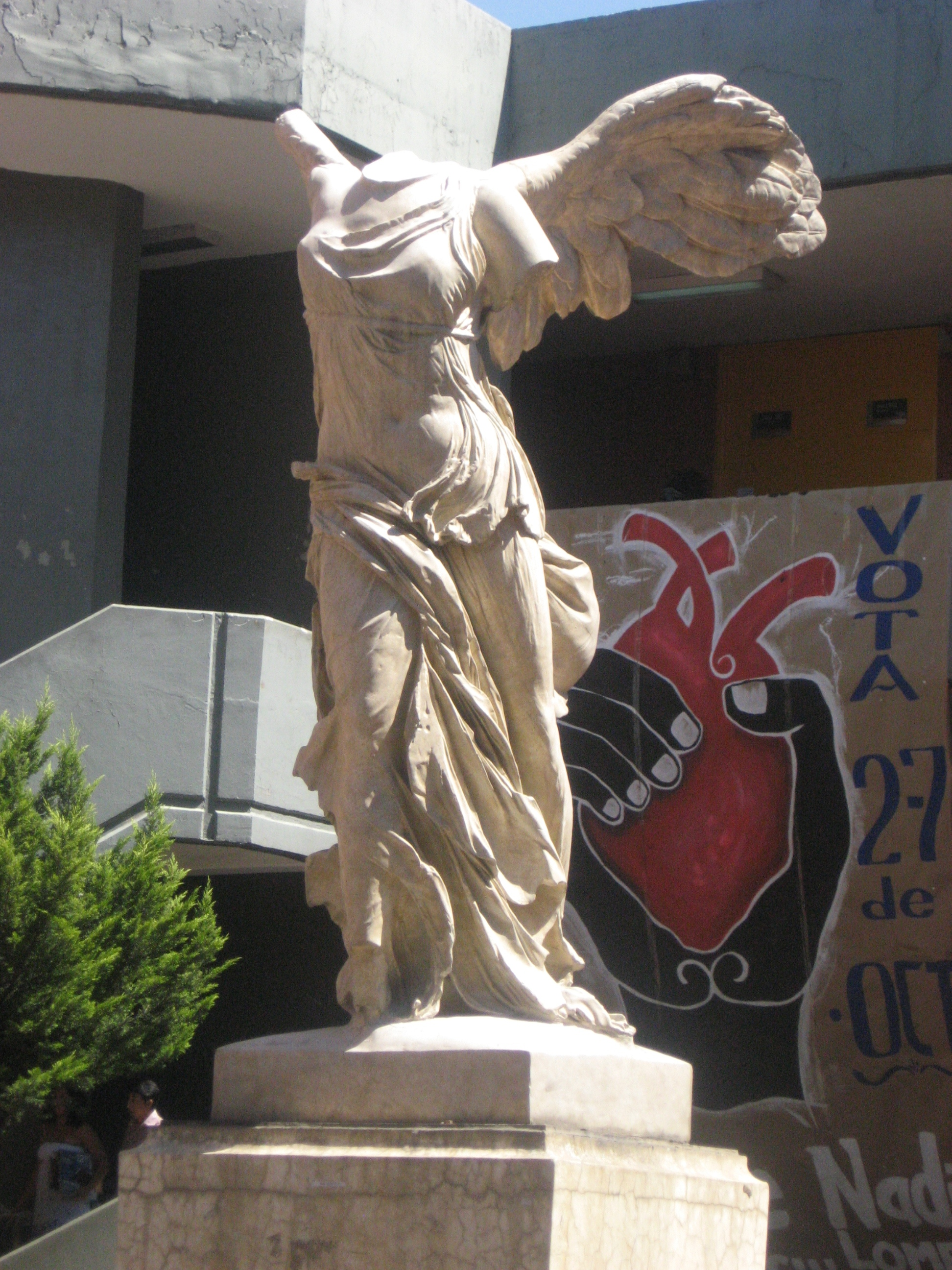

圣卡洛斯学院成立于1783年，是美洲的第一所艺术学院，聘请欧洲教师。
这座建筑建于1540年，原名“主爱医院”（"Hospital del Amor de Dios"），是第一所为梅毒患者建立的医院。它于1783年关闭，与设于塔库巴街旧耶稣会学院的圣安德肋医院合并。
1778年，著名的雕刻家杰罗尼莫·安东尼奥·吉尔（Jeronimo Antonio Gil）根据卡洛斯国王的命令，成立了一所雕刻学校，非常成功，他与合作伙伴费尔南多·何塞·曼吉诺（Fernando JoséMangino）决定建立一所新的学院，教授绘画、雕塑和建筑。最后，1781年，由于有钱人、教会、贸易法院和韦拉克鲁斯、奎雷塔罗、瓜纳华托、科尔多瓦和奥里扎巴州的捐赠，在皇家造币厂开始上课。
学校的第一任校长，意大利人杰罗尼莫·安东尼奥·吉尔由卡洛斯三世任命，汇集了当时的著名艺术家，包括何塞·德阿尔西巴尔、圣地亚哥·桑多瓦尔、胡安·萨恩斯、曼努埃尔·托尔萨和拉斐尔·西门诺和普兰斯。托尔萨和西梅诺稍后将接任校长。新学校开始推广新古典主义，重点是希腊和罗马艺术和建筑，倡导对其艺术家进行欧洲风格的培训。为此，从欧洲将古典希腊和罗马雕像的石膏模带到墨西哥供学生学习。
1783年12月25日，卡洛斯三世国王批准总督罗伊·马丁·德马约尔加的请求，签发成立皇家许可状。他们选择圣嘉禄为主保圣人。

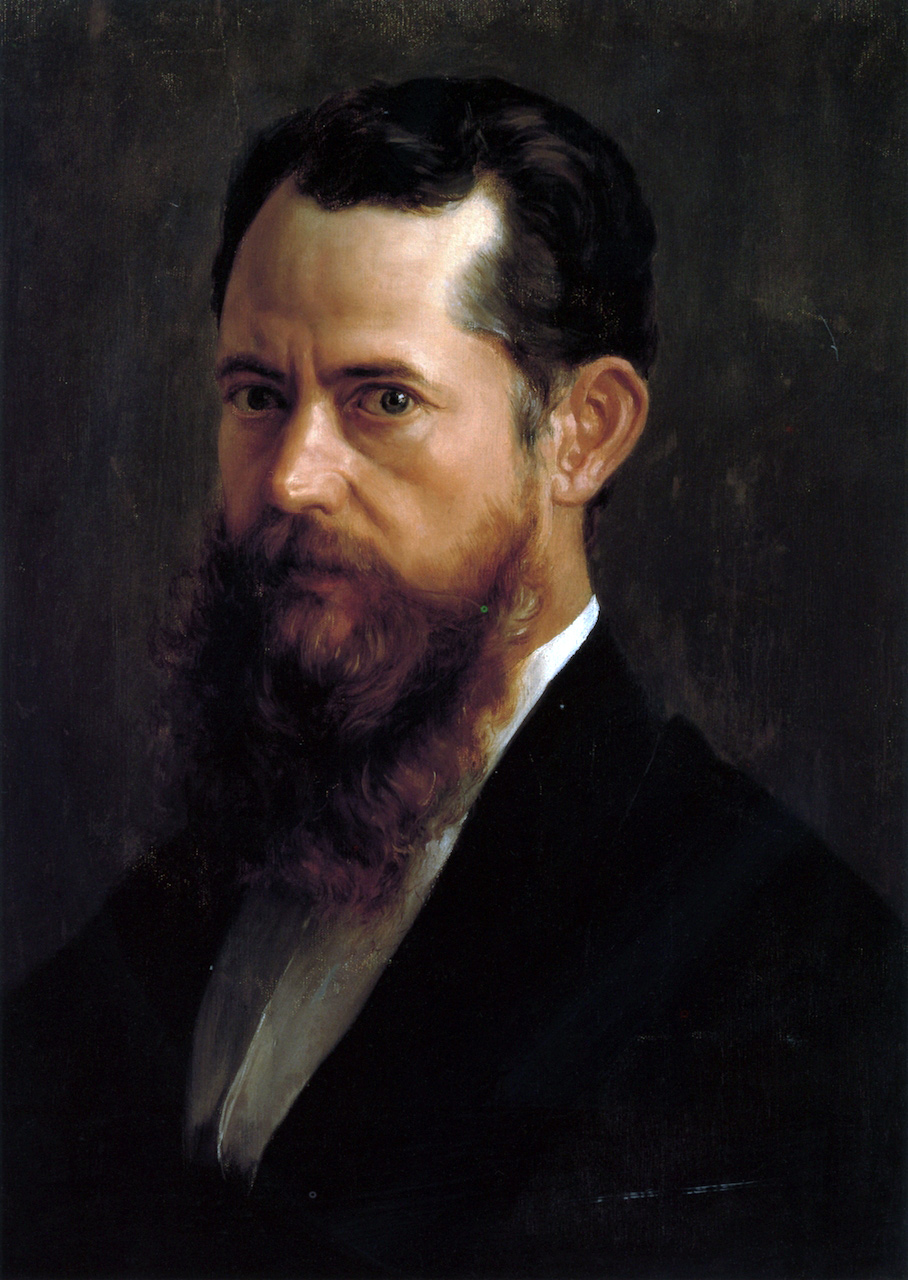

1785年11月4日，新西班牙圣卡洛斯艺术学院正式开课。1788年，西班牙圣费尔南多学院派遣了一些教师，如著名的曼努埃尔·托尔萨，负责建筑和雕塑。
由于没有自己的校舍，学校请求使用废弃的主爱医院。最终在1787年，得以在那里开始上课。
自成立以来，它吸引了该国最好的艺术家，是墨西哥放弃巴洛克风格的一种力量，这种风格在欧洲已经过时。
在19世纪初，由于墨西哥独立战争，该学院短暂关闭。当它重新开放时，更名为国立圣卡洛斯学院。新政府偏爱新古典主义风格，因为巴洛克风格被认为是殖民主义的记忆。尽管学校与独立的墨西哥政府有联系，马西米连诺一世在统治期间保护了学校，但是避免外国艺术家在那里。当贝尼托·胡亚雷斯 驱逐皇帝，并恢复墨西哥总统职务时，他不愿意支持这所学校及其欧洲的影响，他认为这是殖民主义的残余。
学院继续倡导对其艺术家进行古典、欧洲风格的培训，直到1913年。在那一年，一名学生和教师罢工，主张采取现代的方法，罢免校长安东尼奥·里瓦斯·梅尔卡多。当时，它还部分并入墨西哥大学，尽管最初保留了很大程度的自治权。1929年，建筑系与学院其他部分分开。 1953年，该系迁至该市南部新建的大学城校园。其余的绘画、雕塑和雕刻专业更名为艺术与设计学院。后来，研究生美术专业搬到索奇米尔科，只留下一些研究生项目在原来的圣卡洛斯学院大楼。

## 建筑

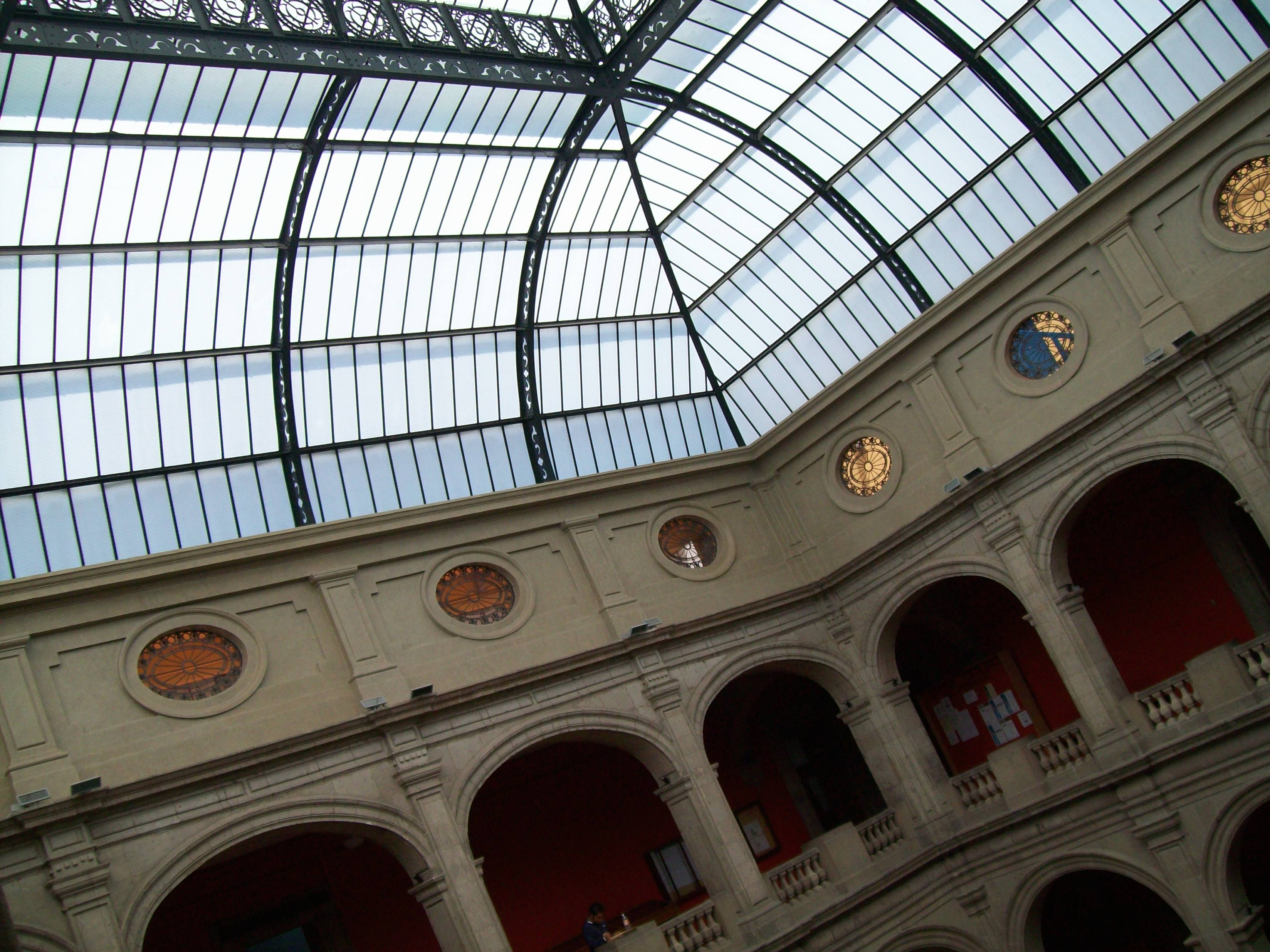

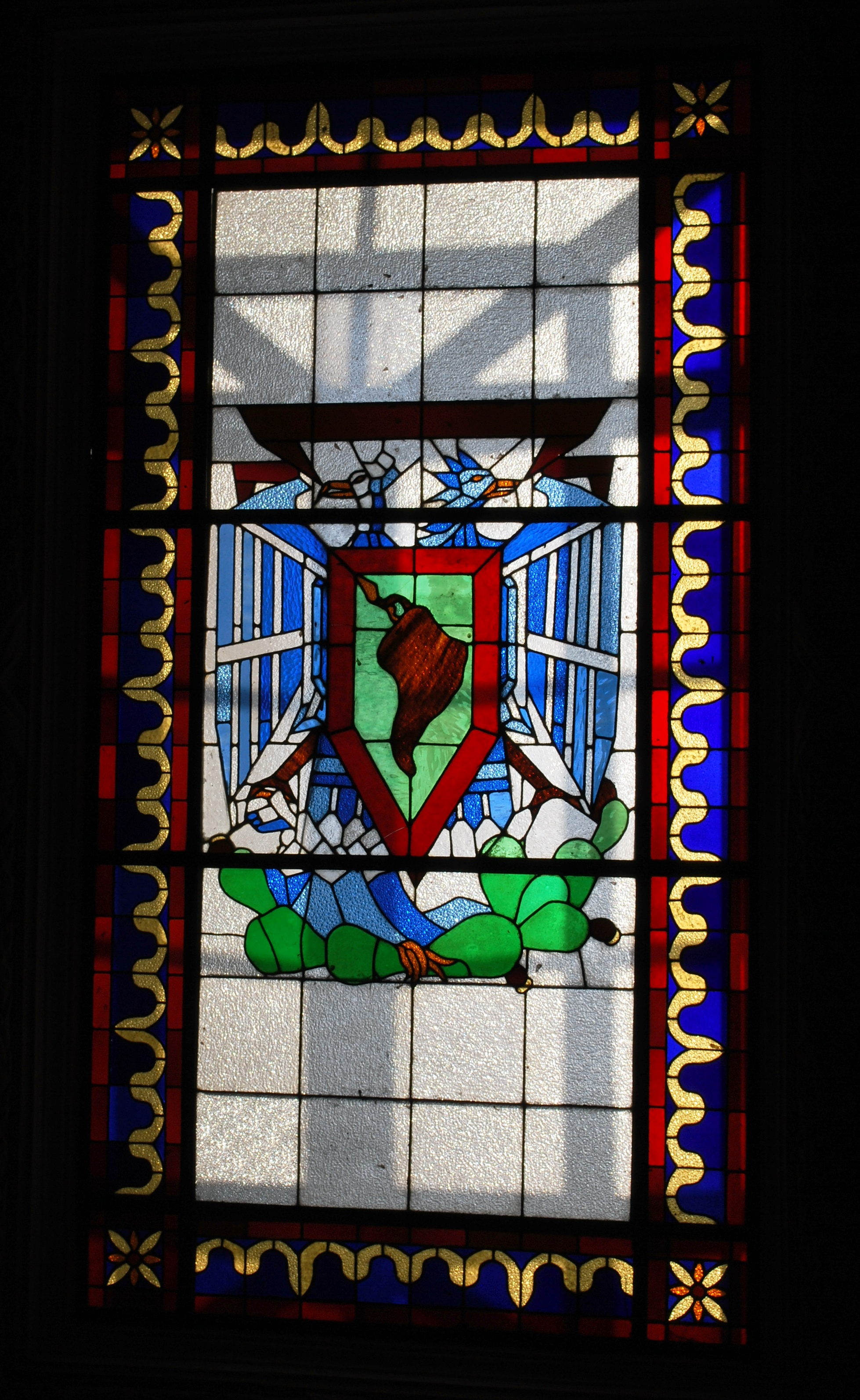

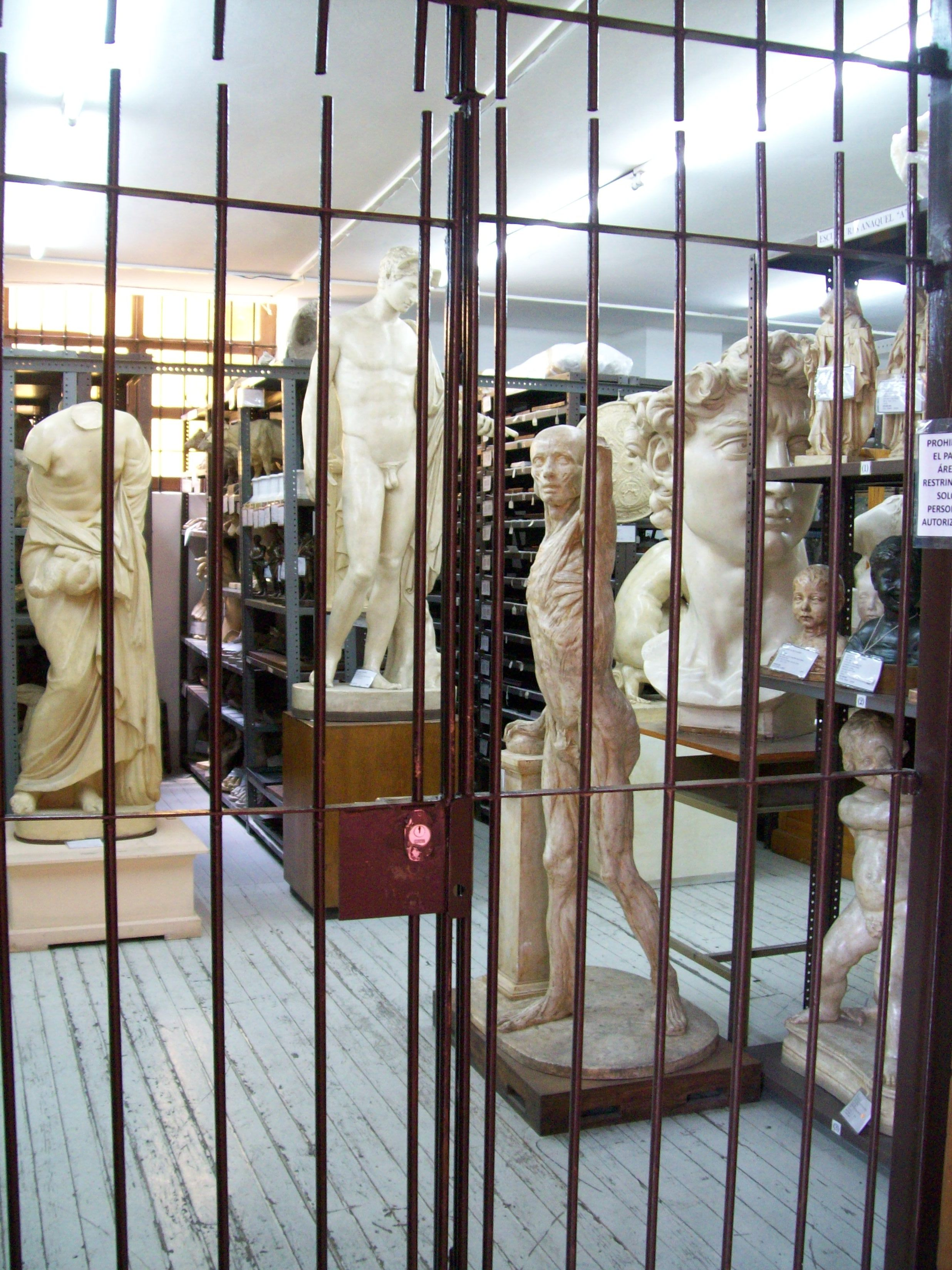

这座建筑最初名为主爱医院（Amor de Dios Hospital），在雕刻学院决定从造币厂大楼搬到那里时，该医院已经关闭。创始校长杰罗尼莫•安东尼奥•吉尔负责修复和重塑。艺术家贾维尔•卡瓦拉里创造了学院的新古典主义立面，上面装饰着六枚圆形图案，其中四位代表学院的创始人：卡洛斯三世、卡洛斯四世、杰罗尼莫•安东尼奥•吉尔和费尔南多•何塞•曼吉诺，另外两位分别是米开朗基罗和拉斐尔。卡瓦拉里还完成了露台、会议室以及绘画廊和雕塑廊。绘画廊里有拉蒙•萨格雷多的肖像画，雕塑廊里有何塞•奥布雷贡和曼努埃尔•奥坎扎的作品。
西班牙圣费尔南多美术学院的许多古典雕像的石膏模型被带到这里用于教学。这些模型仍然存在，在学院的中央露台上可以看到。其中包括来自美第奇家族坟墓的雕像、梅瑟 (米开朗基罗)、萨莫色雷斯的胜利女神以及米洛的维纳斯。